# Bruyères
Bruyères è un comune francese di 3 338 abitanti nel dipartimento dei Vosgi, regione del Grande Est.

## Società

### Evoluzione demografica
Abitanti censiti